# Abfallartenkatalog
Der sogenannte Europäische Abfallartenkatalog (EAK) ist ein Verzeichnis der Europäischen Kommission, in dem für den Gebrauch in der Europäischen Union darin kategorisierten Abfällen je ein 6-stelliger Abfallschlüssel zugeordnet ist. Die Einstufung orientiert sich regelmäßig an der Herkunft oder auch an der Zusammensetzung der Abfälle und ihren gefahrenrelevanten Eigenschaften und dient der im Binnenmarkt harmonisierten Deklaration in der Abfallwirtschaft und ihrer polizeilichen Überwachung zur Verwendung etwa in Begleitscheinen, Zertifikaten oder Betriebsgenehmigungen für Abfallentsorgungsanlagen. Durch ein Sternchen* hinter dem Abfallcode werden gefährliche Abfälle (früher besonders überwachungsbedürftiger Abfall oder davor auch Sondermüll genannt) gekennzeichnet. So steht im Kapitel 20 (Siedlungsabfälle) in der Gruppe 20 01 (getrennt gesammelte Fraktionen) der Schlüssel  20 01 02 für Glas, der (speziellere, daher vorrangige) Schlüssel 20 01 21* für Leuchtstoffröhren und andere quecksilberhaltige Abfälle.

## Geschichte
1975 verpflichtete der Rat die Kommission zur Erstellung eines an die Mitgliedsstaaten gerichteten Verzeichnisses für bestimmte Abfallgruppen, das vor allem der Harmonisierung des Sprachgebrauchs für die künftige EU-Umweltpolitik und einer einheitlichen statistischen Erfassung der Abfallströme diente. Diesen Europäischen Abfallkatalog (amtliche Abkürzung: EWC) hat die Kommission daraufhin am 20. Dezember 1993 erlassen; ihm folgte das gesonderte Verzeichnis gefährlicher Abfälle zu diesen EWC-Codes. Auf diesen Grundlagen, nun aber als eine Liste von Abfallschlüsseln und stark überarbeitet wurde am 3. Mai 2000 das auch zur praktischen Anwendung bestimmte Verzeichnis mit der Sternchen-Kennzeichnung für gefährliche Abfälle erlassen. Bis spätestens 1. Januar 2002 hatten die Mitgliedsstaaten die Bezeichnungen des Verzeichnisses umzusetzen.

## Deutschland
In Deutschland wurde das Europäische Abfallverzeichnis durch die Abfallverzeichnis-Verordnung (AVV) umgesetzt, siehe dort.

## Österreich
Entsprechend den Vorgaben des Bundesgesetzes BGBl. I Nr. 102/2002 i.d.g.F. Abfallwirtschaftsgesetz 2002 – AWG 2002
Die Abfallverzeichnisverordnung ist am 1. Januar 2004 in Kraft getreten. Damit wurde erstmals ein einheitliches Abfallverzeichnis für gefährliche und nicht gefährliche Abfälle normiert.
Allerdings war bis zum 31. Dezember 2008 für Aufzeichnungen, Begleitscheine, Genehmigungen etc. die Anlage 5 der Verordnung in Verbindung mit der ÖNORM S 2100 „Abfallkatalog“, Stand 1. September 1997, geändert am 1. Januar 1998, anzuwenden. Erst ab dem 1. Januar 2009 gilt das Abfallverzeichnis der Anlage 2 der Abfallverzeichnisverordnung samt den diesbezüglichen Zuordnungskriterien gemäß Anlage 1. Die alten Abfallschlüsselnummern aus der S2100 sind bis dato (2012) immer noch gültig, die  6-stelligen Abfallcodes des Europäischen Abfallkatalogs sind noch nicht alleine gültig.
Die Festsetzungsverordnung, in der früher die gefährlichen Abfälle angeführt waren, ist somit für die Abfallkategorisierung nicht mehr anwendbar. Die gefahrenrelevanten Eigenschaften sind nunmehr in der Anlage 3 taxativ aufgezählt. Sie entsprechen im Wesentlichen den Gefahrensymbolen nach dem Chemikaliengesetz (explosiv, brandfördernd, giftig etc.). Eine Einstufung nach CLP gibt es noch nicht.